# Controtransfert
Il controtransfert è una reazione dello psicoanalista al transfert del paziente.
Mentre Freud e Lacan definirono il "controtransfert" come un ostacolo che si frappone nel normale corso di una relazione analitica, gran parte degli analisti postfreudiani hanno espresso una convinzione opposta. La letteratura scientifica non produsse molti lavori sulla tematica del "controtransfert" nel periodo intercorso tra gli anni dieci e gli anni cinquanta del Novecento, quindi le ipotesi formulate da Freud assursero ad un modello di spiegazione "standard" fino alla metà del Novecento.

## Storia del controtransfert

### Interpretazione freudiana
La prima definizione di "controtransfert" ("Gegenübertragung"), nella storia della psicoanalisi, fu formulata nel 1909 da Freud in una lettera inviata a Carl Gustav Jung, in occasione della stesura di una relazione di studi e di sperimentazioni, che precedette di pochi mesi la ufficializzazione del fenomeno nuovo avvenuta nel marzo del 1910 nel corso dei lavori del secondo Congresso internazionale di psicoanalisi, dove affermò:
«insorge nel medico per l'influsso del paziente sui suoi sentimenti inconsci». Freud scoprì che l'origine di questa controtraslazione fosse rintracciabile in qualche conflitto inconscio non risolto e quindi considerò il "controtransfert" come una lacuna ("macchia cieca") da parte dell'analista, che ostacola l'analisi.
Tuttavia nel campo analitico si svolgono eventi che non possono venire considerati una risposta dell'analista ad una proiezione del paziente: ci sono dei momenti in cui è l'analista a dare inizio ad una sequenza interattiva; del resto Freud stesso già nel '21 affermava a proposito della proiezione di parti di sé del paziente nell'analista: «certamente è così; ma non proiettano per così dire nel vuoto, dove non trovano nulla di somigliante; invero si lasciano guidare dalla loro conoscenza dell'inconscio e spostano sull'inconscio delle altre persone l'attenzione che hanno stornato dal proprio».
Secondo l'interpretazione freudiana l'analisi non è un'interazione tra una persona malata ed una sana, bensì quella tra due personalità, ognuna delle quali è costituita da un io pressato dall'Es, dal super-io e dal mondo esterno; ognuna delle due dipende dal mondo interno e dal mondo esterno, sviluppa ansie e difese patologiche, contiene anche un lato bambino con i suoi genitori interni e reagisce dinamicamente ad ogni atto, gestuale, verbale, emozionale, insito nel rapporto psicoterapeutico. C. Rocchi riprese l'intuizione suggerita da Fosshage (1995) sul "controtransfert" definendolo "l'esperienza che l'analista ha del paziente", ovvero la manifestazione della realtà psichica dell'analista conseguente all'analisi e dell'influsso del paziente.

### Interpretazione junghiana
Secondo l'interpretazione junghiana il "controtransfert" e ovviamente anche il transfert non si manifestano solamente nel rapporto tra lo psicoterapeuta ed il paziente, ma anche nelle relazioni sociali e interpersonali come quelle tra maestro e allievo, tra sacerdote e adepto, sia di uno che dell'altro genere o tra genitore e la prole. Grazie ad una corretta interpretazione del sentimento di "controtransfert" è possibile recuperare informazioni sulle dinamiche profonde del o della paziente, altrimenti, difficilmente reperibili. Nel caso di un rapporto tra psicoterapeuta e paziente, il "controtransfert" è contraddistinto da una maggiore dose di consapevolezza da parte del terapeuta sulla natura delle proprie emozioni provate nel rapporto con il paziente, delle proprie paure come quella di deludere, di essere banale e così via.
Quindi lo psicoterapeuta deve attentamente vagliare gli effetti che la sua presenza, le sue parole, i suoi atteggiamenti suscitano in questo scambio di sentimenti reciproco. La conseguenza più importante del "controtransfert" risulta essere la manifestazione di empatia, che consente al paziente di sentirsi compreso e accolto e allo psicoterapeuta di immedesimarsi con lo stato di animo del paziente; per raggiungere questo obiettivo il terapeuta deve, almeno in un primo tempo, rinunciare ad alcune sue necessità metodologiche e teoriche per ascoltare il paziente in una condizione mentale libera da pregiudizi e da presupposti "tecnici".
Differentemente dal paziente che può sfruttare l'analisi per "liberare" sentimenti e idee anche fortemente negative sul conto dello psicoterapeuta, quest'ultimo invece non dovrebbe amare o odiare il suo interlocutore, poiché deve assumere contemporaneamente il ruolo di osservatore e di osservato, immerso per metà nel mondo psichico del paziente e per metà ben fuori.

### Dopo il 1950
L'interpretazione del "controtransfert" subisce qualche innovazione negli anni cinquanta grazie alle opere della tedesca Paula Heimann e del polacco-argentino Heinrich Racker, che sostennero la necessità e l'ineliminabilità del "controtransfert", attribuendo ad esso una notevole importanza nell'ambito dell'analisi. Heimann affermò che l'analista non deve difendersi dai sentimenti che prova nei confronti del paziente e quindi deve instaurare una libertà interiore, controllandosi solamente nelle comunicazioni effettuate con la persona analizzanda.
La studiosa tedesca analizzò le differenze fra "transfert" e "controtransfert" e la diversa posizione del terapeuta e del paziente, arrivando alle conclusioni che il rapporto è asimmetrico, poiché il o la paziente è maggiormente dipendente in quanto richiedente aiuto; conseguentemente comporta minore difficoltà rilevare e analizzare il flusso di dati che va dal paziente all'analista, piuttosto che il contrario, in quanto il fenomeno controtransferale, affermò Heimann, teoricamente è più intenso. Heinrich Racker assegnò al fenomeno controtransferale il significato di interprete ed oggetto dei processi inconsci, tramite i quali sia l'analista sia il paziente divengono un oggetto interno al loro interlocutore.
Lucia E. Tower, nel 1955 nella sua relazione sul "controtransfert" identificava solamente gli atteggiamenti inconsci come quelli costituenti il "controtransfert", delineando il processo di innamoramento come l'unico fenomeno non accessibile a livello transferale. L'analista non è più uno specchio riflettente ma è un'entità dinamica in grado di comprendere tutte le manifestazioni diffuse durante l'analisi.
La coppia di psicanalisti argentini Baranger (Willy e Madeleine Coldefy) nel 1990 introdusse il concetto di campo, preso in prestito dalla Gestalt per descrivere il processo dinamico dell'analisi. Si tratta di un campo bipersonale, sede delle proiezioni e introiezioni incrociate e delle controidentificazioni fra analista e paziente. Il paziente tende a regredire e l'analista assume il ruolo genitoriale mediando i bisogni della persona malata.
Queste conclusioni dei coniugi Willy e Madeleine (Coldefy) Barenger ricordarono i concetti elaborati da Donald Winnicott, riguardanti la base sicura (holding) da offrire al paziente per accudirla, per poter risalire fino ai traumi più precoci. Per fornire un ambiente sicuro alla persona in analisi e svolgere al meglio il lavoro interpretativo, il terapeuta deve analizzare le proprie emozioni, sfruttare fino in fondo il "controtransfert" per rendere unica e originale ogni analisi e migliorare la comprensione del paziente. Per Lacan il o la terapeuta non deve, per alcun motivo, diventare soggetto dell'analisi e deve prediligere l'uso del linguaggio a fine terapeutico piuttosto che lo scambio dei sentimenti. L'analista deve essere in grado di sottrarsi alle domande del paziente, quando è necessario, anche a costo di indurre transfert negativi, pur di preservare l'oggettività dell'analisi.